# 谢尔比·霍利亨
谢尔比·霍利亨（英語：Shelby Houlihan，1993年2月8日—），美国女子田径运动员，2014年北美、中美与加勒比海U23田径锦标赛女子800米金牌得主、2018年洲际杯女子1500米银牌得主、2025年世界室内田径锦标赛女子3000米银牌得主。她于2020年因禁药阳性而遭禁赛四年，连续错过2021年和2024年两届奥运。